# Opus Bilprovning

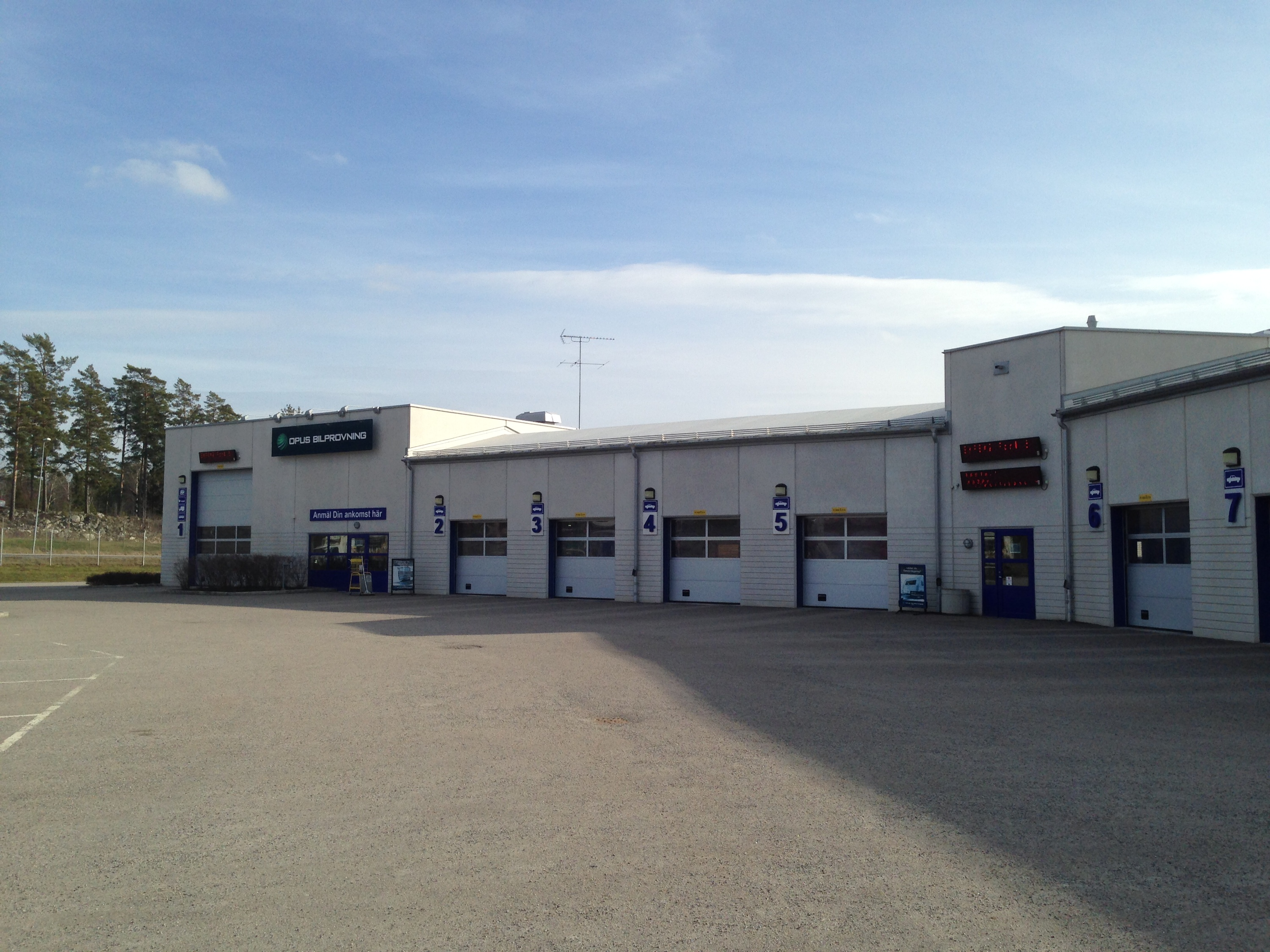
Bild på Opus Bilprovning i Vallentuna.

Opus Bilprovning AB är ett aktiebolag vars verksamhet är att utföra kontrollbesiktningar och registreringsbesiktningar av motorfordon (personbilar, lastbilar, bussar, husvagnar, husbilar och motorcyklar), släpfordon och kategori-3 fordon (grävmaskiner, lastmaskiner, grävlastare, teleskoptruckar och kranar) i Sverige.

Opus Bilprovning registrerades ursprungligen som ett dotterbolag till AB Svensk Bilprovning (Bilprovningen)
den 20 september 2011 under namnet Besiktningskluster 1 AB.
Besiktningskluster 1 AB innehöll de besiktningsstationer som utgjorde den nordöstra gruppen av de två grupper av stationer som skulle säljas under år 2012. Den 5 november 2012 köpte Opus Group AB Besiktningskluster 1 AB för 375 miljoner kronor och därefter ändrades namnet till Opus Bilprovning AB.
Den verksamhet som Opus Bilprovning tog över hade 2012 cirka 540 anställda på 71 stationer. Opus Bilprovning hade den 30 april 2018, 576 anställda (varav 503 män och 73 kvinnor) på över 80 besiktningsstationer i Sverige och har idag 92 besiktningsstationer från Kiruna i norr till Malmö i söder.
Opus Bilprovning ingår i Opus Group, noterat på Nasdaq (Stockholmsbörsen). Bolaget, som gör cirka 30 miljoner fordonsbesiktningar världen över varje år, har drygt 2 600 medarbetare i tio länder, i fem världsdelar.

## Opus Bilprovning i siffror
- Antal anställda 30 april 2018: 576 anställda, varav 503 män och 73 kvinnor.[7]
- Stationer: 92 besiktningsstationer.[5]
- Antalet besiktningar inom bolaget: 
  - 2013: över 17 miljoner fordon
  - 2014: över 28 miljoner fordon
  - 2015: över 29 miljoner fordon[8]
  - 2018: cirka 30 miljoner fordon[9]

## Verkställande direktör
- Per Rosén (2012–)